# La figlia del reverendo
La figlia del reverendo (A Clergyman's Daughter) è un romanzo del 1935 di George Orwell. Il libro narra la storia di Dorothy Hare, figlia di un  pastore tirannico e educata nell'ottusa obbedienza, che viene colta da un attacco di amnesia. L'autore non ne fu mai soddisfatto e diede disposizione di non ristampare il libro dopo la sua morte.

## Genesi dell'opera
Orwell scrive La figlia del reverendo negli anni Trenta, durante un periodo passato a casa dei genitori, nella cittadina di Southwold, sulla costa inglese a nordest di Londra. Visse qui a partire dal dicembre 1929, al suo ritorno in patria dopo due anni trascorsi a Parigi per un'inchiesta giornalistica, che racconterà in Senza un soldo a Parigi e Londra; proprio a Southwold conobbe la figlia di un parroco, Brenda Salkeld, che lavorava come istruttrice di ginnastica in una scuola femminile locale.
Malgrado il rifiuto della giovane di un'offerta di matrimonio da parte di Orwell, i due rimasero amici e intrattennero per diversi anni una regolare corrispondenza. Nel 1934 Orwell tornò a casa dei genitori in convalescenza, per curarsi dalla polmonite, e a metà gennaio iniziò a scrivere A clergyman's daughter, ispirandosi alla vita in un piccolo centro di provincia. La scrittura termina il 3 ottobre 1934,  l'autore invia il dattiloscritto al suo agente Leonard Moore.
La descrizione del procedimento di raccolta del luppolo proviene da un'esperienza personale: nell'estate 1931 Orwell continuò la sua indagine sulla povertà, iniziata a Parigi, trasformandosi in bracciante stagionale nei campi del Kent. Anche l'esperienza di Dorothy Hare in una piccola scuola privata sembra ispirata dall'ingaggio di Orwell come insegnante nella cittadina industriale di Hayes a ovest di Londra.  A Clergyman's Daughter fu pubblicato l'11 marzo 1935 presso Gollancz.

## Trama
Dorothy Hare è la figlia ventisettenne di un pastore anglicano di provincia. Dopo la morte della madre, vivono nell'(immaginaria) cittadina industriale di Knype Hill dove la predicazione stenta a attecchire, sia per il disinteresse dei parrocchiani che per il pessimo carattere del reverendo Hare. La chiesa di St. Athelstan ha perso diversi fedeli da quando egli è stato nominato rettore. La cronica tirchieria del padre costringe Dorothy a umilianti trattative con i creditori. Inoltre il reverendo non riesce ad ammettere la propria incapacità di gestire il denaro, eppure ha subito in pochi anni la perdita di tre quarti dell'eredità ricevuta.
La giornata lavorativa di Dorothy dura almeno 17 ore; al mattino, dopo la colazione e la gelida conversazione con il padre, un uomo a dire di tutti nato nel secolo sbagliato, la ragazza si reca in visita da una serie di parrocchiani, non sempre accolta con favore. La sua speranza è che ricambino le attenzioni e frequentino la chiesa.
Un giorno Dorothy viene invitata dal signor Warburton, forestiero venuto a abitare in città, che lei considera un amico malgrado non abbia una fama impeccabile, a una cena a casa propria dove sarà presente un famoso scrittore. Dorothy accetta, forse anche per sfuggire alla routine, ma ha il timore che la beghina signora Semprill, la malalingua della città, possa spargere malevole illazioni sul suo conto.
Naturalmente nessun famoso scrittore si presenta a cena, e Dorothy si ritrova sola insieme a Warburton, che le fa delle avances. La giovane lo respinge perché ha un'autentica fobia del sesso; qualche tempo prima era arrivata alla determinazione di sposare un giovane che le piaceva, ma aveva rinunciato al pensiero dell'intimità sessuale.
Il capitolo successivo inizia dopo una frattura temporale: è successo qualcosa, Dorothy si ritrova a Londra in preda all'amnesia, non ricordando neppure il proprio nome; legge il titolo di un giornale, la fuga scandalosa della figlia di un pastore insieme a un maturo seduttore. Confusa, si lascia convincere da un perdigiorno di nome Nobby a seguire lui e i suoi amici verso la campagna, nella speranza di trovare lavoro nella raccolta stagionale del luppolo. Vagano per giorni e giorni, sopravvivendo con l'elemosina, finché vengono finalmente assunti nell'ennesima fattoria visitata. Il lavoro è molto duro e la paga quasi irrisoria, ma Dorothy è felice. Tuttavia l'arresto di Nobby per furto di mele la costringe a ripensare alla propria emarginazione sociale e recupera la memoria. Riesce a leggere su un giornale che la credono fuggita con il signor Warburton: in realtà ognuno è andato per la sua strada. Scrive al padre di inviarle il denaro per tornare a casa in treno, ma non riceve neppure risposta.
A fine stagione della raccolta si reca a Londra, ma trovare lavoro è infinitamente più difficile di quanto pensasse. Il suo accento istruito le preclude la strada delle persone di servizio, costringendola a una povertà senza rimedio. Per sua fortuna il padre ha nel frattempo scritto a un parente londinese, Thomas Hare, pregandolo di trovarle un lavoro, soprattutto per mantenerla lontana da Knype Hill. Una volta rintracciata Dorothy, il vecchio rimane stupito perché si immaginava di trovarsi di fronte una giovane disinibita e provocante. Le trova lavoro come maestra in una scuola di periferia, gestita dalla gretta signora Creevy.
La situazione non migliora molto per Dorothy, a parte il piacere di insegnare alle 21 allieve che trova anestetizzate dall'incuria della maestra precedente. La signora Creevy è meschina e taccagna, lesina sul cibo e sembra costantemente preoccupata che Dorothy rimanga inattiva.
La giovane ci mette tutto il proprio impegno per attivare l'interesse delle allieve, tentando di interessarle alla lettura di Shakespeare e alla geografia: ma i genitori protestano con la direttrice che impone di concentrarsi sul calcolo matematico e sulla scrittura in bella copia, che fanno sempre buona impressione sui genitori paganti. Le alunne però si ribellano con l'indisciplina, al punto che Dorothy deve ricorrere, con propria vergogna, alle punizioni fisiche.
La sua acquiescenza nei confronti della signora Creevy non sarà proficua: sopraggiunte le vacanze scolastiche Dorothy viene licenziata per assumere un'altra insegnante che ha promesso di portare con sé tre nuove allieve. Dorothy è rassegnata, quand'ecco che arriva a prelevarla Warburton: tornato a Knype Hill dopo un viaggio in Europa, è venuto a sapere delle dicerie su loro due. Tuttavia la malevola signora Semprill è stata denunciata da un medico diffamato e condannata a pagare 150 sterline. Anche le sue maldicenze sulla figlia del reverendo sono diventate non credibili.
Malgrado abbia completamente perso la fede, lei non accetta l'offerta di matrimonio di Warburton, a causa della propria sessuofobia, appassendo nel suo ruolo di figlia zitella di un parroco di provincia.

## Edizioni italiane
- La figlia del reverendo, traduzione di Marcella Bonsanti, Collana Romanzi moderni, Milano, Garzanti, 1968,  p. 354.
- La figlia del reverendo, Collana I Garzanti, Milano, Garzanti, 1976,  p. 354.
- La figlia del reverendo, Collana Oscar Scrittori moderni n.1880, Milano, Mondadori, 2005,  p. 366, ISBN 978-88-04-54370-1.